# کاندا-سوروگادای

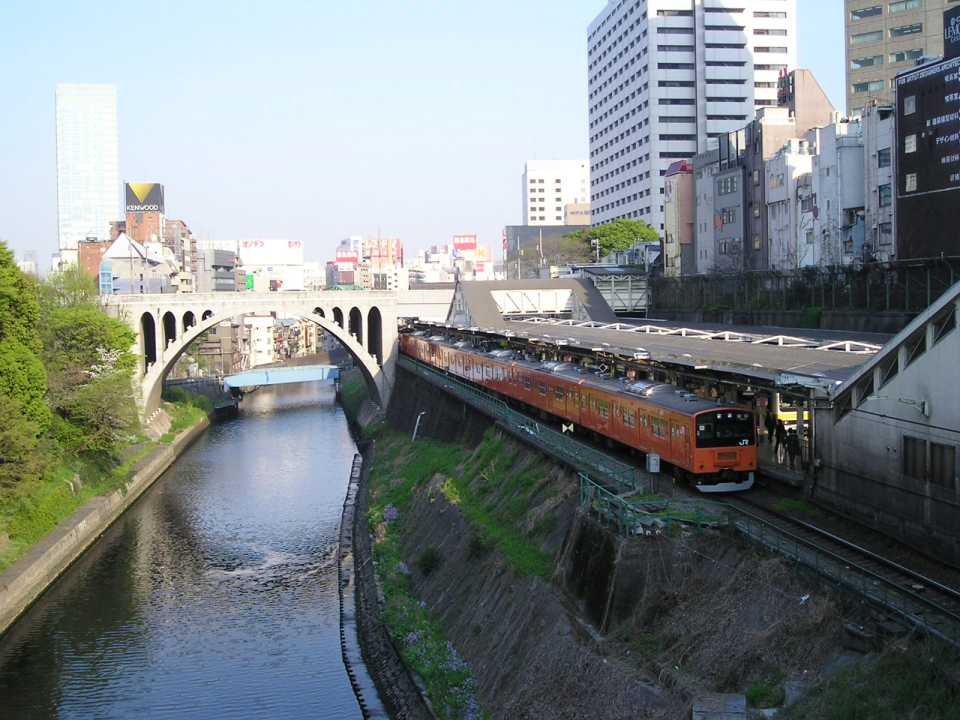
محلهٔ سوروگادای در طرف راست رود کاندا در طرف چپ ایستگاه یوشیما قرار دارد.

سوروگادای (به ژاپنی: 駿河台, Surugadai)  یا کاندا-سوروگادای (به ژاپنی: 神田駿河台, Kanda-Surugadai) یکی از محله‌های توکیو پایتخت ژاپن است که در منطقهٔ چیودا واقع شده‌است. این محله به ۴ محلهٔ کوچکتر تقسیم می‌شود. 

## ایستگاه راه آهن
- متروی توکیو، خط چیودا،  ایستگاه اوچانومیزو
- جی آر، خط چوئو-هونسن و خط چوئو-سوبو، ایستگاه اوچانومیزو